# Weetman Pearson, 1:e viscount Cowdray
Weetman Dickinson Pearson, 1:e viscount Cowdray, född 15 juli 1856, död 1 maj 1927, var en brittisk industriman.
Cowdray var ledare för ingenjörsfirman S. Pearson & co., som utförde åtskilliga av de främsta ingenjörsarbetena under slutet av 1800- och början av 1900-talet, bland annat Nildammen vid Sennar i Sudan och Blackwalltunneln under Themsen i London. Cowdray var liberal parlamentsledamot 1895–1910.
År 1919 grundade han Amerada Corporation, som 1941 blev omorganiserat och fusionerad med dotterbolaget Amerada Petroleum. År 1968 blev Amerada Petroleum fusionerad med Hess Oil and Chemical för att vara Amerada Hess.